# Городецька волость (Луцький повіт)
Городецьська волость — історична адміністративно-територіальна одиниця Луцького повіту Волинської губернії Російської імперії. Волосний центр — село Городець.

## Склад
Станом на 1885 рік складалася з 11 поселень, 9 сільських громад. Населення — 5419 осіб (2652 чоловічої статі та 2767 — жіночої), 533 дворові господарства.
|                     | Площа, десятин | У тому числі орної, дес. |
| ------------------- | -------------- | ------------------------ |
| Сільських громад    | 8257           | 4616                     |
| Приватної власності | 16227          | 2346                     |
| Казенної власності  | 1031           | 8                        |
| Іншої власності     | 150            | 99                       |
| Загалом             | 25665          | 7069                     |

## Основні поселення
- Городець — колишнє власницьке село за 120 верст від повітового міста, 1140 осіб, 136 дворів, православна церква, школа, постоялий двір, водяний млин. За 7 та 9 верст — смоляні заводи.
- Великі Цепцевичі — колишнє власницьке село, 750 осіб, 83 двори, православна церква, постоялий двір, водяний млин.
- Малі Цепцевичі — колишнє власницьке село, 535 осіб, 83 двори.
- Тотовичі — колишнє власницьке село, 420 осіб, 74 двори, православна церква, постоялий двір, водяний млин.

## У складі Польщі
Після окупації поляками Волині волость називали ґміна Городзєц і включили до Сарненського повіту Поліського воєводства Польської республіки. Центром ґміни було село Городець. У міжвоєнний період на території ґміни засновували колонії для польських переселенців.
Розпорядженням Міністра внутрішніх справ Польщі 23 березня 1928 р. з ліквідованої ґміни Березьніца до ґміни Городзєц передані населені пункти — села: Кідри, Липники, Теклівка, Тріскині, селище: Тріскині й хутір: Яковиці.
11 жовтня 1928 р. перейменована на «ґміна Антонувка над Горинєм».
16 грудня 1930 ґміна у складі повіту була передана до Волинського воєводства.
На 1936 рік ґміна складалася з 24 громад:
1. Антонівка — селище: Антонівка;
2. Антонівка — село: Антонівка;
3. Антонівка — колонія: Антонівка;
4. Цепцевичі Великі-Оболоння — село: Цепцевичі Великі-Оболоння, колонії: Янівка і Жадемка, хутори: Болото, Коренва-Верх, Кортит, Підрозсохи, Підліском, Топтин, Вили і Зарічиця та маєток: Зосин;
5. Цепцевичі Великі-Смолки — село: Цепцевичі Великі-Смолки та маєток: Цепцевичі Великі;
6. Цепцевичі Малі — село: Цепцевичі Малі;
7. Довге — колонії: Довге і Романівка, хутори: Київець, Остова, Острів, Заболоття і Заломи, залізнична станція: Тутовичі та фільварок: Штормівка;
8. Городець Заріччя — село: Городець Заріччя;
9. Городець Підлужжя — село: Городець Підлужжя, маєток: Городець та хутір: Солов'єва Гора;
10. Гали — колонія: Гали;
11. Копачівка — колонія: Копачівка та хутори: Дубова-Гора, Ковбаня і Красна-Гірка;
12. Крушеве — колонії: Крушеве, Майдан, Паросля І та Серникова-Нива;
13. Кідри — село: Кідри та хутір: Липники;
14. Переспа — колонії: Переспа, Паросля ІІ, Струга, Суня і Теребуня та маєток: Діброва;
15. Пілсуди — селище: Пілсуди;
16. Ромейки — село: Ромейки та маєток: Ромейки;
17. Сварині — село: Сварині;
18. Тріскині — село: Тріскині;
19. Теклівка — село: Теклівка та хутір: Яківець;
20. Тутовичі — село: Тутовичі й Нетреба, колонії: Церквище і Піщаниця та хутори: Козак, Неводище і Задній-Ліс;
21. Ужані — колонія: Ужані;
22. Велихів — село: Велихів;
23. Видимір — колонія: Видимір;
24. Залавище — колонії: Залавище, Гедройсівка, Грабина, Пурбеївка і Сотникова.

Після радянської анексії західноукраїнських земель ґміна ліквідована у зв'язку з утворенням районів.